# Chiesa di Santa Maria Ausiliatrice (Sesto San Giovanni)
La chiesa di Santa Maria Ausiliatrice è una chiesa di Sesto San Giovanni, in Città metropolitana e Arcidiocesi di Milano: serve il quartiere della Rondinella.

## Storia
Verso la fine degli anni '30 la parrocchia  di Santo Stefano affida a due sacerdoti la cura pastorale dei residenti del quartiere della Rondinella, adibendo provvisoriamente un vecchio rudere a chiesa.
Nel 1948 il cardinal Schuster affida ai salesiani di Milano la gestione della chiesetta e verso la fine del 1949 viene costruita una baracca per ospitarli stabilmente: lo stesso anno viene aperta una raccolta fondi per la costruzione di una nuova chiesa, che ha inizio il 15 ottobre 1950 con la posa della prima pietra e che viene terminata il 23 maggio 1952 con la consacrazione dell'edificio da parte del presule d'origini austriache, che la mattina amministrò anche la cresima a vari giovani della cittadina: l'indomani una processione solenne coinvolse la zona.

## Architettura
L'edificio è in stile rinascimentale fiorentino e venne costruito dalla ditta Casiraghi.